# Comuna Stalne, Djankoi
Stalne (în ucraineană Стальне) este o comună în raionul Djankoi, Republica Autonomă Crimeea, Ucraina, formată din satele Mnohovodne, Novofedorivka, Novokosteantînivka, Novopavlivka, Ozerkî, Prozracine, Ridne și Stalne (reședința).

## Demografie
Componența lingvistică a comunei Stalne
     Rusă (55,6%)
     Tătară crimeeană (28,8%)
     Ucraineană (14,62%)
     Alte limbi (0,42%)
Conform recensământului din 2001, majoritatea populației comunei Stalne era vorbitoare de rusă (55,6%), existând în minoritate și vorbitori de tătară crimeeană (28,8%) și ucraineană (14,62%).